# Carl Schuberth
Carl Eduard Schuberth (Magdeburg, 25 de febrer de 1811 - Zúric, 22 de juny de 1863) fou un violoncel·lista alemany.
Deixeble de Dotzauer, des de 1825 va emprendre viatges artístics que li valgueren excel·lents resultats, i que el 1835 el portaren a Sant Petersburg, on fou empleat en els càrrecs de director de música en la Universitat de la Capella de cantors de la cort i inspector de la institució escolar del Teatre Imperial, càrrecs que desenvolupà fins a la seva mort i, on tingué per alumne el seu compatriota Julius Steffens (1831-1882).
Com a compositor es distingí en concerts, etc., per a violoncel, i algunes obres musicals de cambra.